# Chilicola sardonyx
Chilicola sardonyx is een vliesvleugelig insect uit de familie Colletidae. De wetenschappelijke naam van de soort is voor het eerst geldig gepubliceerd in 2008 door Willis & Packer.